# Pierre-François Tubeuf
Pour les articles homonymes, voir Tubeuf.
Pierre-Francois Tubeuf (1730-1795) est un entrepreneur français de la fin du XVIIIe siècle, qui contribua à développer les mines de charbon des Cévennes, en apportant des innovations techniques, mais se heurta au conservatisme des exploitants précédents fermiers du duc de Castries   de la Seigneurie de Portes, puis quitta la France d'Ancien Régime pour explorer l'Amérique du Nord et les Appalaches.

## Un Normand qui part explorer les mines de l'Aveyron
Né dans l'Orne, en Normandie, où son frère est directeur du couvent des bénédictins de Bayeux, il grandit dans la région, qu'il quitte en 1764 pour partir dans l'Aveyron, à la recherche de mines de charbon.
En 1768, il épouse Marie-Marguerite Brochet, la fille d'Antoine Brochet, un négociant de Lyon, qui lui donnera deux fils et une fille. De 1764 à 1770, il est chargé de l'exploitation de la mine de charbon Cransac dans le Rouergue, pour des compagnies. Non loin de là, 
dans le bassin de Decazeville, (Aveyron), quelques-uns des premiers entrepreneurs du charbon français se sont heurtés à des propriétaires locaux. Tubeuf, dont l'exploitation bute sur la pauvreté des gisements, est lui-même pris en chasse pendant une heure et demie par des paysans à cheval qui l'appellent "l'anglais", tant ils se méfient de ses idées et ambitions originales.

## Nouvelles explorations en Vaucluse puis dans le Gard
Il obtient une concession d'un an à Saint-Paulet-de-Caisson, près du Comtat Venaissin, puis une autre à Pont Saint-Esprit, où il s'installe, mais sans succès non plus. Après quelques visites dans les basses Cévennes en 1770, date à partir de laquelle il tient un journal régulier, Pierre-François Tubeuf constate la richesse minière de cette zone et demande une concession au roi, tout en continuant à s'occuper des mines de Cransac.
En 1773, il obtient du roi Louis XV la concession exclusive pour 30 ans de l'exploitation des mines du Gard dans la région d'Alès, Saint-Ambroix, Uzès, Pont-Saint-Esprit, Villefort, Anduze, ce qui inclut une zone de plus de 3 000 kilomètres carrés. Il doit en retour dédommager les propriétaires de terrains et verser 800 livres par an à la nouvelle École royale des mines, qui a formé son meilleur ingénieur, François-Joseph Renaux.

## Des techniques minières nouvelles
C'est, pour les historiens, le passage de petites exploitations artisanales composées de quelques ouvriers à des concessions de type capitaliste».
Pour la première fois dans les Mines de charbon des Cévennes, du personnel spécialisé, venant d'Allemagne et d'Angleterre, bien rémunéré, est engagé pour creuser les puits et mettre en place des systèmes de drainage et de ventilation. Il a créé les premiers chevalements et introduit le roulage au fond de la mine en utilisant la traction animale dans les petites galeries, s’inspirant des chiens de traîneaux. Certains puits atteignent 200 pieds de profondeur. On y travaille même le dimanche et les jours fériés, ce qui choque les habitants de la région. Pierre-François Tubeuf a investi de ses propres deniers, dont les 10 000 livres de dot de sa femme et 100 000 livres apportés par des associés. Sa demande d'un prêt de 20 000 livres avec un taux de 5 % est refusé par les États du Languedoc.
Pierre-François Tubeuf regroupe les sites de production sur trois grandes zones, au nord d'Alès, sur des gisements plus profonds mais plus riches, Meyrannes et Robiac, puis se recentre progressivement sur le secteur de Rochebelle. Mais il ne parvient pas à obtenir de concession, sur le secteur de La Grand-Combe, où sera exploité au siècle suivant le meilleur gisement. Il insiste auprès de l'intendant de la région pour limiter les risques causés par l'exploitation sauvage du charbon et peste contre "40 méchantes petites mines".

## L'opposition des propriétaires locaux et du Duc de Castries
Mais les fermiers de ces mines se révoltent. Le conseil de ville vote en 1777 une protestation contre la demande de Tubeuf, concessionnaire, de faire fermer les ouvertures par lesquelles les habitants allaient chercher eux-mêmes du charbon, dans des mines artisanales et dangereuses. Un long conflit s'engage, pendant sept ans. Il tente d'acheter la paix avec ses voisins, offrant par exemple 78 livres par an à Paul Gazaix de Meyrannes.
En juillet 1780 il obtient une entrevue avec Necker à Versailles, un mois après lui avoir remis un mémoire retraçant les efforts qu'il a entrepris. Mais Necker est l'ami d'un propriétaire local, le Maréchal de Castries.
Pierre-François Tubeuf est chassé à coups de pierre, en 1784 au Chateau de Trouillas  par les propriétaires de la région et les hommes de main de Maréchal de Castries, maréchal de France et ministre du roi, qui afferme la mine de Trouillas à un petit exploitant puis rachète le comté d'Alès en vue de s'allier avec les petits producteurs locaux que Pierre-François Tubeuf concurrençait. Tubeuf est même gravement blessé, perdant un œil dans l'affrontement.
Devant la résistance contre le nouvel exploitant, un arrêt du Roi sursoit à la prise de possession des mines par Tubeuf. Le Duc de Castries récupère à son profit, en 1786, les mines de charbon de Tubeuf. Mais ce dernier revient en 1790 racheter son bien.

## L'aventure des Appalaches, en Virginie, en 1791
Il entreprend par la suite de s'installer en 1791 en Amérique du Nord (Virginie). Il a en effet acquis les droits d'exploiter 55 000 acres dans les sud des Appalaches, où il se fait appeler Baron Pierre-François de Tubeuf. Tubeuf, parti en 1791 avec cinq familles françaises, avait obtenu une concession  dans la région charbonnière des Appalaches et s'était installé le long de la rivière de Stony Creek et de la Clinch River, à 10 miles au-dessus de Fort Blackmore.
Une partie de ses proches ont ensuite décidé de revenir plus à l'Est, vers la ville de Richmond.

## Assassiné en 1795
D'anciennes théories racontent que Pierre-François Tubeuf est sauvagement assassiné en 1795 par des Indiens de la tribu des Melungeons. Les Melungeons vivaient le long de la Clinch River, près de la ville actuelle de Tazewell, dans le comté de Tazewell, à la pointe extrême sud-ouest de la Virginie, près de Narrows, à Fort Pitt, l'actuelle ville de Pittsburgh en Virginie. Selon les travaux de l'historienne Joanne Pezzullo, le terme « Melungeons » avait alors, dans la sphère politique, une connotation plutôt raciste. Tubeuf doit faire face aux revendications des autochtones indigènes melungeons, puis fait appel à la violence en 1793.
Le terme de Melungeon est alors utilisé dans un journal de l'époque, basé dans ce qui n'est pas encore l'Alabama et qui décrit les événements de Virginie. On le trouve sous la forme de « Melungis » en 1813 dans le bulletin paroissial de Fort Pitt.
Cependant, les recherches de Richard et Annie Bousiges nuancent considérablement les faits. Tubeuf est en réalité tué par les nommés Brown et Barrow, deux individus peut-être d'origine multi-ethnique, dont les motifs seraient le vol, voire une vengeance à la suite d'un conflit de voisinage.
En 1820, la femme de Pierre-François Tubeuf et son fils récupèrent la mine de Rochebelle, puis font construire une verrerie et le château de Traquette. À la même époque, le duc de Castries revend les mines à un marchand de Nîmes.
Pierre-François Tubeuf est un personnage en avance de 50 ans sur la révolution industrielle, dans une société française encore figée dans son corset d'Ancien Régime, qui n'a pas encore choisi le charbon comme principale source d'énergie. Se heurtant à un système quasi féodal, fait de centaines de petits charbonniers paysans proposant leur maigre butin à dos d'homme, cet industriel d'un type nouveau ne pouvait que mécontenter un prolétariat qui luttait arpent après arpent pour sa survie.

## Sources
- (en) 1993 -The Advent of Modern Capitalism in France, 1770-1840: The Contribution of Pierre-Francois Tubeuf, Oxford University Press.
- 1876 - Émilien Dumas, Statistique géologique, minéralogique, métallurgique et paléontologique du département du Gard; Troisième partie, Exploitations, industrie minerale, chapitre ii : terrain houiller.  (Site de l'Association Géologique d'Alès et de sa Région )
- (en) 1998 - Darlen Wilson-Journal of Appalachian Studies- Multicultural Mayhem and Murder in Virginia's Backcountry: The Case of Pierre-Francois Tubeuf, 1792-1795
- (en) Site de généalogie de Virginie VAGWEB
- (en) "Multicultural Mayhem and Murder in Virginia's Backcountry: The Case of Pierre-Francois Tubeuf, 1792-1795," Journal of Appalachian Studies, IV (Spring 1998), 57-86"